# Великий Байрак
Великий Ба́йрак либо Большой Байрак (укр. Великий Байрак) — село, Великобайракский сельский совет, Миргородский район, Полтавская область, Украина.
Является административным центром Великобайракского сельского совета, в который, кроме того, входят сёла Довгалево, Цисево и посёлок Декабристов.
Код КОАТУУ — 5323280401.
После 1945 года присоединены Кузменки
Село указано на специальной карте Западной части России Шуберта 1826—1840 годов как хутор Кузменкова

## География
Село Великий Байрак находится в 6-и км от правого берега реки Псёл, примыкает к селу Цисево, на расстоянии в 1 км от села Довгалево и в 1,5 км от посёлка Декабристов.
По селу протекает несколько ирригационных каналов.

## Население
Население по переписи 2001 года составляло 485 человек.

## Происхождение названия
Слово байрак происходит от тюркского «балка»; так обычно называется сухой, неглубоко взрезанный овраг, зачастую зарастающий травой либо широколиственным лесом.
Слово байрак распространено на юге Европейской части СССР, в лесостепной и степной зоне. От названия «байрак» происходит название байрачных лесов, где растут обычно следующие породы деревьев — дуб, клён, вяз, ясень, липа.
На территории Украины имелись минимум 19 сёл и посёлков с названием Байрак, из них шесть - в Харьковской области и восемь - в Полтавской в их современных границах. Село входило сначала в Харьковскую; с октября 1937 года - в Полтавскую область.
Большим (укр. Великим) Байрак назван потому, что в двух верстах находится Малый Байрак с меньшим населением.

### Известные люди
- Балюк, Александра Алексеевна (1913—1994) — Герой Социалистического Труда.
- Мандя, Павел Яковлевич (род. 1927) — Заслуженный тренер Украины.
- Таран, Прасковья Дмитриевна (1921—2006) — Герой Социалистического Труда.

## Объекты социальной сферы
- Дом культуры.